# Jaehyun
Jaehyun, pseudonimo di Jeong Yun-o (정윤오?; Seul, 14 febbraio 1997), è un cantante e attore sudcoreano.
È meglio conosciuto come membro della boy band sudcoreana NCT e delle sue sottounità NCT U e NCT 127. Jaehyun ha debuttato nell'aprile 2016 come membro degli NCT U ed è diventato un membro degli NCT 127 nel luglio 2016. È stato presentatore del programma televisivo Inkigayo dall'ottobre 2019 al febbraio 2021. Nell'agosto 2024 ha pubblicato il suo primo album solista J.

## Discografia

### Album in studio
- 2024 – J

## Filmografia

### Cinema
- 6sigan hu neoneun junneunda (6시간 후 너는 죽는다?), regia di Lee Yoon-seok (2024)

### Televisione
- Show Champion – programma televisivo (2015) – conduttore
- Jeonggeur-ui beopchik in Fiji (정글의 법칙 in 피지?) – programma televisivo (2017)
- Inkigayo – programma televisivo (2019-2021) – conduttore
- Dear. M (디어엠) – serie TV (2022)
- NCT 127: The Lost Boys (NCT 127: 더 로스트 보이즈?) –  documentario, 4 puntate (2023)